# رزیدنت ایول
رزیدنت ایول (به انگلیسی: Resident Evil) به معنی «اهریمن مقیم» که در ژاپن با نام بایوهزرد (به ژاپنی: バイオハザード Baiohazādo) و همچنین در ایران با نام رزیدنت اِویل و اقامتگاه شیطان نیز شناخته می‌شود، عنوان یک مجموعه بازی ویدئویی به سبک ترس و بقا است که توسط شرکت ژاپنی کپ‌کام و خالق آن شینجی میکامی ساخته و منتشر شده‌است. این مجموعه در حقیقت، نخستین بازی ارائه‌شده در قالب ژانر ترس و بقا است و در ابتدا تنها بازی ویدئویی بود و سپس تبدیل به یک فرانچایز شد، و از روی داستان آن، کتاب کمیک، رمان، نمایشنامه‌های آوایی و سری فیلم‌های سینمایی و انیمیشن نیز ساخته شد. داستان کلی این مجموعه راجع به ویروس تی (سلاحی که باعث ایجاد جهش‌های بیولوژیکی و ایجاد مرده‌های متحرک و هیولاهای دیگر می‌شود) که توسط شرکت خیالی آمبرلا خلق شده‌است و تلاش چند شخصیت زن و مرد برای مهار و مبارزه با پیامدهای آن است. اولین قسمت این سری در سال ۱۹۹۶ در سبک سورویوال هارور منتشر شد، اما با گذشت زمان، از تلفیق چند سبک دیگر در آن نیز استفاده شد. این مجموعه دارای ترکیبی از سبک اکشن و الهام گرفته از فیلم‌های ترسناک و حل معماها می‌باشد، اما از نسخه رزیدنت ایول ۴ به بعد تمرکز بازی بیشتر بر روی صحنه‌های اکشن و ارتقاء سلاح در بازی بوده، و شامل معماهای کمتر و ساده‌تر از نسخه‌های قبل می‌باشد.
این سری با بازی رزیدنت ایول ۷ و رزیدنت ایول:ویلیج به ژانر ترسناک-بقا بازگشت. کپکام همچنین چهار بازی نخست سری را بازسازی کرده است. این سری پرفروش ترین سری کپ کام و ژانر ترسناک است که تا دسمابر ۲۰۲۳، حدود ۱۵۴ میلیون نسخه فروخته است.
اولین فیلم سینمایی سری رزیدنت اویل در سال ۲۰۰۲ با بازی میلا یوویچ اکران شد و به دنبال آن پنج دنباله و یک بازگردانی به نام به راکون سیتی خوش آمدید (۲۰۲۱) پخش شده است. این فیلم ها نمرات متوسط و منفی را دریافت کردند. با این وجود این سری فیلم موفق یه فروش ۱٬۲ میلیارد دلاری شده است و رزیدنت اویل را به سومین سری فیلم پر درآمد تبدیل کرده است.

## تاریخچه
توسعه اولین بازی رزیدنت ایول در سال ۱۹۹۳ شروع شد. زمانی که فوجیوارا از شینجی میکامی و همکارانش ساخت تا با استفاده از المان های بازی قبلی اش یعنی خانه زیبا که در سال ۱۹۸۹ منتشر شد یک بازی جدید بسازند. در سال ۱۹۹۴ نام بایوهزرد برای بازی انتخاب شد اما مدیران بازاریابی استودیو متوجه شدند به دلیل وجود یک بازی DOS و یک بند موسیقی با همین اسم امکان فروش بازی در آمریکا و اروپا وجود ندارد. به همین دلیل مسابقه ای در شرکت برای اسم جدید برگزار شد که در نهایت نام رزیدنت ایول برنده شد. این بازی در سال ۱۹۹۶ برای پلی استیشن ۱ و سپس سگا ساترن منتشر شد.
این بازی اولین بازی در ژانر ترسناک-بقا بود و این ژانر را پایه گذاری کرد. رزیدنت اویل ۱ یک موفقیت تجاری برای کپکام شد و به همین دلیل دو دنباله با نام‌های رزیدنت ایول ۲ (۱۹۹۸) و رزیدنت ایول ۳: نمسیس (۱۹۹۹) ادامه یافت. نسخه دوم سری بعدا در نینتدو ۶۴ منتشر شد و در پی آن هر سه نسخه در ویندوز هم منتشر شدند. نسخه چهارم سری با نام رزیدنت اویل: کد ورونیکا در سال ۲۰۰۰ برای دریم کست منتشر شد. بعدا در طی انتشار نسخه های قبلی به دریم کست نسخه کد ورونیکا یک بازسازی کوچک (صحنه های کوتاه جدید) دریافت کرد. این نسخه بعدا در پلی استیشن ۲ و گیم کیوب با نام رزیدنت ایول: کد ورونیکا ایکس منتشر شد.
با وجود اعلامیه قبلی مبنی بر عرضه بازی های سری بر روی پلی استیشن ۲ که به طور غیر مستقیم منجر به ساخت بازی دول می کرای شد. شینجی میکامی تصمیم گرفت بازی های بعدی سری را بر روی گیم کیوب منتشر کند. سه نسخه سری یعنی بازسازی رزیدنت ایول ۱، رزیدنت ایول ۰ که پیش درآمدی بر نسخه اول بود و رزیدنت ایول ۴ در ابتدا به صورت انحصاری برای گیم کیوب منتشر شدند. بعدا این سه بازی بر روی کنسول های دیگر مانند پلی استیشن ۲ هم منتشر شدند.

## بازی های اصلی و فرعی
| ۱۹۹۶ | رزیدنت ایول                         |
| ۱۹۹۷ |                                     |
| ۱۹۹۸ | رزیدنت ایول ۲                       |
| ۱۹۹۹ | رزیدنت ایول ۳: نمسیس                |
| ۲۰۰۰ | رزیدنت ایول: بازمانده               |
| ۲۰۰۰ | رزیدنت ایول کد: ورونیکا             |
| ۲۰۰۱ | رزیدنت ایول: بازمانده ۲: کد ورونیکا |
| ۲۰۰۱ | رزیدنت ایول گیدن                    |
| ۲۰۰۲ | رزیدنت ایول (بازسازی)               |
| ۲۰۰۲ | رزیدنت ایول صفر                     |
| ۲۰۰۳ | رزیدنت ایول: هدف مرگ                |
| ۲۰۰۳ | رزیدنت ایول: طغیان                  |
| ۲۰۰۴ | رزیدنت ایول: طغیان: پرونده ۲        |
| ۲۰۰۵ | رزیدنت ایول ۴                       |
| ۲۰۰۶ |                                     |
| ۲۰۰۷ | رزیدنت ایول: تاریخچه آمبرلا         |
| ۲۰۰۸ |                                     |
| ۲۰۰۹ | رزیدنت ایول ۵                       |
| ۲۰۰۹ | رزیدنت ایول: تاریخچه تاریکی         |
| ۲۰۱۰ |                                     |
| ۲۰۱۱ | رزیدنت ایول: مزدوران سه‌بعدی         |
| ۲۰۱۲ | رزیدنت ایول: افشاگری‌ها              |
| ۲۰۱۲ | رزیدنت ایول: مأموریت شهر راکون      |
| ۲۰۱۲ | رزیدنت ایول ۶                       |
| ۲۰۱۳ |                                     |
| ۲۰۱۴ |                                     |
| ۲۰۱۵ | رزیدنت ایول: افشاگری‌ها ۲            |
| ۲۰۱۶ | نیروهای آمبرلا                      |
| ۲۰۱۷ | رزیدنت ایول ۷: بایوهزرد             |
| ۲۰۱۸ |                                     |
| ۲۰۱۹ | رزیدنت ایول ۲ (بازسازی)             |
| ۲۰۲۰ | رزیدنت ایول ۳ (بازسازی)             |
| ۲۰۲۰ | رزیدنت ایول: مقاومت                 |
| ۲۰۲۱ | رزیدنت ایول ویلیج                   |
| ۲۰۲۲ |                                     |
| ۲۰۲۳ | رزیدنت ایول ۴ (بازسازی)             |

### بازی‌های فرعی رزیدنت ایول

###### سری بازمانده
- رزیدنت ایول: بازمانده
- رزیدنت ایول گیدن
- رزیدنت ایول: بازمانده ۲: کد ورونیکا
- رزیدنت ایول: گزارش محرمانه
- رزیدنت ایول: پیدایش
- رزیدنت ایول: مأموریت‌ها
- رزیدنت ایول همراه
- رزیدنت ایول: هدف مرگ
- رزیدنت ایول: مزدوران سه‌بعدی
- رزیدنت ایول: مأموریت شهر راکون
- آمبرلا کورپس (آنلاین)

###### سری طغیان (Outbreak)
- رزیدنت ایول: طغیان
- رزیدنت ایول: طغیان: پرونده ۲

###### سری تاریخچه
- رزیدنت ایول: تاریخچه آمبرلا
- رزیدنت ایول: تاریخچه تاریکی

## فیلم‌های ساخته شده بر اساس بازی
- رزیدنت ایول (فیلم)
- رزیدنت ایول: آخرالزمان
- رزیدنت ایول: انقراض
- رزیدنت ایول: زندگی پس از مرگ
- رزیدنت ایول: قصاص
- رزیدنت ایول: قسمت پایانی
- رزیدنت ایول: به راکون سیتی خوش آمدید
- سری مجموع رزیدنت اویل (۲۰۰۲–۲۰۱۶) در رده سنی R +17 قرار گرفته است و بودجه این مجموعه ۲۸۸ میلیون دلار بوده و توانسته ۱/۲۲۶ میلیارد دلار فروش داشته باشد

## انیمیشن‌های CGI
- بایوهزرد مجری-۴بعدی
- رزیدنت ایول: تباهی
- رزیدنت ایول: نفرین‌شدگی
- رزیدنت ایول: انتقام
- رزیدنت ایول: تاریکی بی‌انتها
- رزیدنت ایول: جزیره مرگ

## رمان‌های نوشته شده بر اساس بازی
- رزیدنت ایول: دسیسه آمبرلا
- رزیدنت ایول: پناهگاه کالیبان
- رزیدنت ایول: شهر مردگان
- رزیدنت ایول: دنیای زیرین
- رزیدنت ایول: نمسیس
- رزیدنت ایول: کد ورونیکا
- رزیدنت ایول: آستانه بحران